# Cigadog (Cikelet)
Cigadog is een bestuurslaag in het regentschap Garut van de provincie West-Java, Indonesië. Cigadog telt 5611 inwoners (volkstelling 2010).